# Medal of Honor: Underground
Medal of Honor: Underground, vaak afgekort tot MOHU, is een first-person shooter uit 2000, ontwikkeld door DreamWorks voor de PlayStation en door Rebellion Developments voor de Game Boy Advance. Het is het tweede deel in de Medal of Honor-serie. Medal of Honor: Underground is het vervolg op Medal of Honor en de voorloper van Medal of Honor: Allied Assault. Het spel speelt zich af aan het begin van de Tweede Wereldoorlog. In totaal zijn er zeven missies en twaalf verschillende historische wapens. Het perspectief wordt getoond in de eerste persoon.

## Ontvangst
| Beoordeeld door        | Jaar | Platform         | Score |
| ---------------------- | ---- | ---------------- | ----- |
| Game Informer Magazine | 2000 | PlayStation      | 92%   |
| Game Informer Magazine | 2000 | PlayStation      | 90%   |
| Absolute Playstation   | 2000 | PlayStation      | 90%   |
| IGN                    | 2000 | PlayStation      | 90%   |
| 4Players.de            | 2000 | PlayStation      | 88%   |
| PSM                    | 2000 | PlayStation      | 80%   |
| Jeuxvideo.com          | 2000 | PlayStation      | 80%   |
| Gamekult               | 2000 | PlayStation      | 80%   |
| GameSpot               | 2003 | Game Boy Advance | 55%   |
| Netjak                 | 2004 | Game Boy Advance | 48%   |